# 大坪賢次
大坪 賢次（おおつぼ けんじ、1944年（昭和19年）5月25日 - ）は、新潟県南魚沼市出身のニューヨーク在住の実業家。

## 経歴
- 1944年（昭和19年）5月25日 : 新潟県南魚沼郡中之島村（現・南魚沼市）で出生。
- 1963年（昭和38年） : 新潟県立六日町高等学校卒業。
- 1967年（昭和42年） : 日本大学法学部経営法学科卒業。
- 1968年（昭和43年） : 渡米、ルイジアナ州立大学、スタンフォード大学ビジネス・スクール、ウォートン・スクールで学ぶ。
- 1974年（昭和49年） - 1978年（昭和53年） : ベーカー・アンド・マッケンジー法律事務所で日米投資に関する実務を行う。
- 1981年（昭和55年） : ワシントン大学ロースクール修士課程修了。ニューヨークに移住。大坪インターナショナル（ビジネスコンサルタント会社）を設立。
- 1985年（昭和60年） : 大坪不動産株式会社を設立。
- 1987年（昭和62年） : 大坪不動産管理株式会社を設立。
- 1988年（昭和63年） : ニューヨーク新潟県人会が発足する。
- 1997年（平成9年） : アメリカソムリエ協会認定ソムリエ。
- 2004年（平成16年） : ダイテック・フーズ株式会社の会長に就任。
- 2006年（平成18年） : 投資会社デズモンド・キャピタル株式会社の社長に就任。
- 2009年（平成21年） : シルバー・ピーク・エナジー株式会社の会長に就任。事業創造大学院大学客員教授。
- 2010年（平成22年）11月4日 : 新潟日報国際交流拠点ニューヨーク事務所開設、代表に就任。
- 2011年（平成23年） : 駐日モンテネグロ名誉領事に任命[1]（〜2020年頃）。
- 2015年（平成27年) ： カリナリー・インスティテュート・オブ・アメリカ親善大使。
- 2018年（平成30年）3月10日 ：新潟清酒・名誉大使。
- 2018年（平成30年）3月24日 : 南魚沼市交流大使の委嘱[2]。

## 親族・家族
- 今泉記念館（道の駅南魚沼）、鈴木牧之記念館を建設した今泉隆平は、母(旧姓：今泉マサ)の兄。今泉記念ビルマ奨学会創立者で会長の今泉清詞は母の弟。霞ヶ関カンツリー倶楽部総支配人の今泉博は従兄弟。

### 専門誌
- 日本人苦学生がNYの不動産で成功したワケ 東洋経済
- 若者が海外に行けるよう環境整備を急ぐべきVol.330［2019年1月号 Apple Town-アップルタウン］
- 日本を語るワインの会Vol.187［2019年2月号Apple Town-アップルタウン ]